# Cristina García Rodero
Cristina García Rodero (Puertollano, Ciudad Real, 14 de octubre de 1949), I marquesa del Valle de Alcudia, es una fotógrafa española, especialmente conocida por sus fotografías de fiestas y ritos tradicionales y contemporáneos. En un primer momento su obra se centró en la España rural, reflejada en su libro España oculta (1989), y posteriormente trató también realidades de otros lugares como Etiopía, Haití o la India.
Es miembro de la Real Academia de Bellas Artes de San Fernando y la primera persona de nacionalidad española que entró a formar parte de la Agencia Magnum. Ha recibido el Premio Nacional de Fotografía (1996), la Medalla de Oro al Mérito en las Bellas Artes (2005), y el Premio Ortega y Gasset a su trayectoria profesional en 2024.
En 2018 se convirtió en la primera mujer nombrada doctora honoris causa en la Universidad de Castilla-La Mancha.
El 19 de junio de 2025, el rey Felipe VI le concede el título de marquesa del Valle de Alcudia, con carácter hereditario. Esta distinción es otorgada a Cristina García junto a otras personalidades de la vida social, deportiva o cultural española, como Rafael Nadal o Luz Casal (entre otros).

## Biografía
Licenciada en Bellas Artes por la Universidad Complutense de Madrid, comenzó a fotografiar con su primer equipo comprado gracias a una beca de la Fundación Juan March. Su carrera docente se inició en 1974 dando clase de dibujo en la Escuela de Artes y Oficios de Madrid. En 1983 comenzó a impartir clases de fotografía en la Facultad de Bellas Artes de la Universidad Complutense de Madrid, actividad que realizó hasta 2007. Durante estos años, ha compatibilizado su tarea docente con la creación fotográfica y la colaboración en diversas publicaciones periódicas españolas y extranjeras. En el 2009 entró a formar parte de la agencia fotoperiodística Magnum, siendo la primera persona de nacionalidad española en hacerlo.
En 2013 fue elegida como Académica de Número para la Sección de Nuevas Artes de la Imagen por la Real Academia de Bellas Artes de San Fernando, ocupando la Medalla vacante que poseyera Luis García Berlanga.En 2023 se estrenó la película documental Cristina García Rodero: La mirada oculta, de Carlota Nelson.

## Trayectoria artística
Sus primeras obras aparecen en los concursos universitarios a finales de los años sesenta. En 1973 se presenta a las becas de Creación Artística de la Fundación Juan March para llevar a cabo un ensayo fotográfico con el título Fiestas en España. Costumbres y tradiciones populares.Estas imágenes formarían parte en 1989 de su afamado libro España oculta, considerado un hito en la historia de la fotografía. Los ritos y las tradiciones han estado siempre presentes en su obra, que ha podido continuar fotografiando gracias a su empeño y la financiación de entidades volcadas en la valoración de la creación audiovisual, como la beca que obtuvo en 1989 de la Fundación Eugene Smith. Posteriormente ha realizado reportajes sobre tradiciones en diferentes países, como Etiopía, que visitó entre los años 2000 y 2009 y quedó fascinada por la ciudad de Lalibela. En 2017 la muestra Lalibela. Cerca del cielo, enmarcada en el festival PhotoEspaña, mostró las imágenes que la fotógrafa realizó de las iglesias medievales, el paisaje y las ceremonias celebradas en esta ciudad considerada sagrada por los etíopes. También fotografió durante cuatro años los ritos y prácticas de las comunidades en Haití, que tomaron forma en el libro Rituales de Haití, publicado en 2002.
Durante las primeras décadas de su trayectoria fotográfica, Cristina García Rodero llevó a cabo fotografía analógica en blanco y negro. No obstante, a partir de la segunda década del siglo XXI, pasó a la práctica digital y al color. De esta renovación son conocidas sus fotografías sobre la festividad Holi de India.
No se considera fotoperiodista. Su obra fotográfica se podría enmarcar en el reportaje, aunque desde un punto de vista muy personal. Según declara en una entrevista concedida en diciembre de 2020:

“Bueno, no me considero fotoperiodista porque no estudié periodismo. Siempre digo que la actualidad, la prensa y yo, a veces coincidimos, pero mi mentalidad no es principalmente la de una periodista. Estudié Bellas Artes, y es más la mentalidad de una creadora; más que hablar de la actualidad yo lo que quiero es hablar de cosas que no tienen ni tiempo ni fin: del día a día con las particularidades de las zonas geográficas donde me muevo. Hablar de la vida, no tanto en la noticia. Muchas veces, los sucesos de actualidad que inciden en la vida de las personas son un eje de atención para mí, pero en especial quiero hablar de los momentos extraordinarios: sus festividades, sus bodas, sus ritos de la vida, sus ritos religiosos, sus fiestas de disfrute”.

Su obra se encuentra en diversas colecciones permanentes:
- En España, Museo Nacional Centro de Arte Reina Sofía, Madrid; Instituto Valenciano de Arte Moderno (IVAM), Valencia; Museo de las Peregrinaciones, Santiago de Compostela; MUSAC, León; Fundación Banesto, Madrid; Centro de Arte Alcobendas, Madrid.[18]

- En Estados Unidos: Museum of Fine Arts, Houston; Seattle Art Museum, Washington; The Getty Center for the History of Art and the Humanities, Santa Mónica, California; J. Paul Getty Museum, Santa Mónica, California; W. Eugene Smith Memorial Fund. International Center of Photography, Nueva York; George Eastman House, Rochester, Nueva York; Center for Creative Photography, Tucson; Museo Meadows, Dallas. [cita requerida]

- En otros países: Maison Européene de la Photographie, Lausana; Foundation Select, Lausana; Museo de Bellas Artes, Caracas; Centro Portugués de la Fotografía, Oporto; Collection de l’Imagerie, Tregor, Francia.

### Exposiciones
Ha realizado numerosas exposiciones, tanto individuales como colectivas, en diferentes países. Su primera exposición individual la realizó en México con el título de Fiestas Tradicionales en España. Su exposición titulada España oculta ha recorrido múltiples espacios: Museo de Arte Contemporáneo en Madrid, Encuentros fotográficos de Arlés, Carcasona y Braga, Fotofest'90 en Houston, Photographers’ Gallery en Londres, Diaframma en Milán, Photokina de Colonia, Zentrum fur Audiovisuelle Medien en Stuttgart, Münchner Stadtmuseum en Múnich, Museo Álvarez Bravo de Oaxaca, Museo de Bellas Artes de Caracas y Médiathèque Centre Jean Renoir en Dieppe, entre otros. 
Otras exposiciones han tenido por título: Pratiques Religieuses en Pays Mèditerranéens, Old World, New World, Europa: Fiestas y Ritos, Eye of Spain, Grabarka. El Monte de las 6000 cruces. Una peregrinación ortodoxa en Polonia', Cristina García Rodero. Historia de una pasión, Lo Festivo y lo Sagrado o Aquaria, Entre el cielo y la tierra, Tierra de sueños, en la plaza del Liceo de Salamanca (2020).
En sus exposiciones colectivas ha representado la fotografía española, así su primera exposición en 1985 se titulaba: Contemporary Spanish Photography y se realizó en Albuquerque; o en Photographen Aus Spanien en Essen; After Franco en Marcuse Pfeiffer Gallery de Nueva York; Cuatro Direcciones de la Fotografía Contemporánea Española en Madrid; Chefs d’Oeuvre de la Photographie, les Années 70 en Lausana; Géneros y tendencias en los albores del siglo XXI en Alcobendas; De la Rebelión a la Utopía (Fotografía de los años 60-70) en Barcelona; Visión mediterránea. 12 fotógrafos y el Mediterráneo español en Murcia. Asimismo, ha participado en exposiciones colectivas de fotógrafas como  Artistas Españolas en Europa en Waino Aalronem Museum de Finlandia, París y Nueva York Femmes photographes en París.[cita requerida]

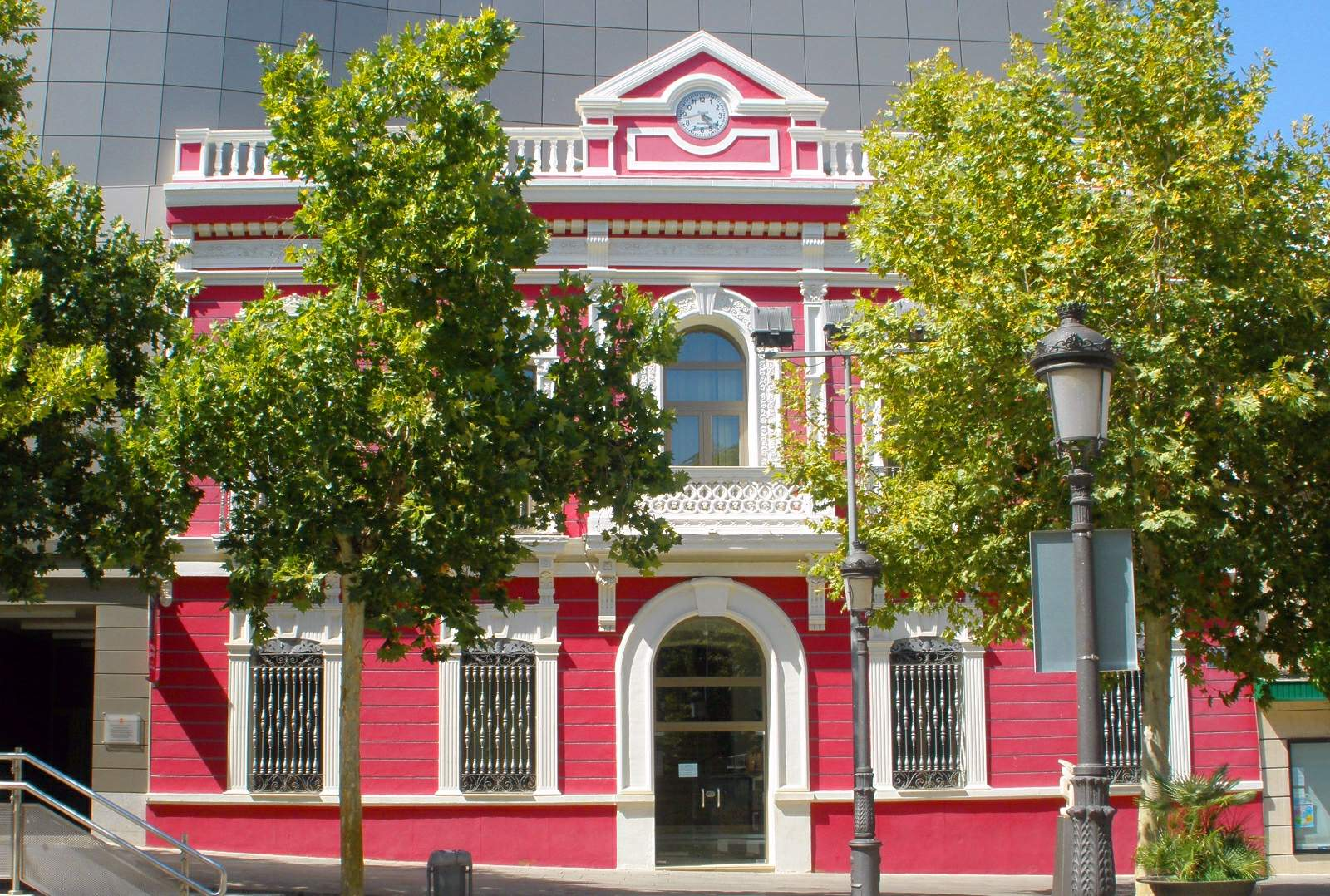
Museo Cristina García Rodero, en Puertollano.

## Museo Cristina García Rodero
En 2018 se inauguró el Museo Cristina García Rodero en su ciudad natal, Puertollano (Ciudad Real), que alberga la mayor parte de su obra, y que fue el primer museo dedicado a una fotógrafa en España.
El museo tiene una sala permanente dedicada a la obra de la propia artista, con obra procedente de adquisiciones y donaciones de la artista y privadas. Está situado en las instalaciones del antiguo Museo Municipal, que fue la sede del Consistorio entre 1920 y 1972 y recuperado como espacio cultural en 1992.En marzo de 2023 la Consejería de Cultura de Castilla-La-Mancha designó al museo como Centro Regional de Fotografía, pasando con ello a formar parte de la red de museos de Castilla-La Mancha. Entre sus objetivos se encuentran la protección y conservación de los fondos artísticos que contiene y la investigación, formación y difusión de la fotografía.

## Libros
- España oculta. Lunwerg, Barcelona, 1989, 1998. ISBN 84-7782-779-6.
- Grabarka, o monte das 600 cruces: unha peregrinación ortodoxa en Polonia. Junta de Galicia, Santiago de Compostela, 2000. ISBN 84-453-2846-8.
- Lo Festivo y lo Sagrado. Consejería de Cultura de la Comunidad de Madrid, Madrid, 2001.
- Cristina García Rodero. La Fábrica, Madrid, 2004. ISBN 84-95471-92-2.
- A peregrinación a Santiago en Haití. Junta de Galicia, Santiago de Compostela, 2004. ISBN 84-453-3832-3.
- Benicàssim. El Festival. ACTAR, Barcelona, 2007. ISBN 978-84-96954-27-4.
- Trastempo. La Fábrica, Madrid, 2010. ISBN 978-84-453-4956-4.

## Premios y reconocimientos
- 1985 Premio Planeta de Fotografía.
- 1988, 1989, 1990 y 1991 Premio Mejor Fotógrafo del Año. Revista Foto Profesional de Madrid.
- 1989 Premio al Mejor Libro de Fotografía[25] en los XXX Recontres Internationales de la Photographie de Arlés, Francia.
- 1989 Premio Eugene Smith de Fotografía Humanista, New York.[26]
- 1990 Premio Dr. Erich Salomon, Deutsche Gellschaft für Photographie, Colonia.
- 1993 Premio World Press Photo en la categoría de Arte.[27][20]
- 1995 Premio Kaulak de Fotografía, Premios Villa de Madrid.
- 1996 Premio Nacional de Fotografía del Ministerio de Cultura.[20]
- 1996 Premio Olorum Iberoamericano de Fotografía, La Habana.
- 1997 Premio FotoGranPrix, Barcelona.
- 1997 Segundo premio Fotopress ’97, Fundación La Caixa, Barcelona.
- 2000 Premio Bartolomé Ros, PhotoEspaña 2000, Madrid.[28]
- 2001 Premio Godó de Fotoperiodismo 2000, Fundación Conde de Barcelona.
- 2005 Medalla de Oro al Mérito en las Bellas Artes.[20]
- 2005 Premio de Cultura de la Comunidad de Madrid[29]
- 2007 Premio Alfonso Sánchez García de Periodismo Gráfico, Asociación de Periodistas Gráficos Europeos, Madrid.[30]
- 2011 Premio Internacional de Fotografía Ciudad de Alcobendas.[31]
- 2014 Medalla de Oro al Mérito en el Trabajo.[32]
- 2017 Premio PHotoEspaña.[33]
- 2018 Primera mujer doctor honoris causa por la Universidad de Castilla-La Mancha.[5]
- 2019 Académica de Honor de la Real Academia Gallega de Bellas Artes.[34]
- 2020 Premio "El Ojo Crítico" Especial 2020 de RNE.[1]
- 2023: Premio Nebrija Crea de Artes Visuales.[35]
- 2023: Premio Especial a la Creación Artística que recibió en la 68 Semana Internacional de Cine de Valladolid (Seminci).[36]
- 2024: La Facultad de Humanidades de Albacete de la Universidad Castilla-La Mancha le ha concedido su Premio de Honor.[37]
- 2024: Premio de Periodismo Ortega y Gaset a la trayectoria profesional.[38]
- 2024: Premio Europeo de Folklore Agapito Marazuela, patrocinado por el Ayuntamiento de Segovia y la Diputación Provincial.[39]